# Absconditella
Absconditella is een geslacht in de familie Stictidaceae. De typesoort is Absconditella sphagnorum.

## Soorten
Volgens Index Fungorum telt dit geslacht 14 soorten (peildatum december 2023):
| Soortnaam                                    | Auteur(s)                      | Publicatiejaar |
| -------------------------------------------- | ------------------------------ | -------------- |
| Absconditella amabilis                       | T. Sprib.                      | 2009           |
| Absconditella annexa                         | (Arnold) Vězda                 | 1965           |
| Absconditella antarctica                     | Søchting & Vězda               | 2004           |
| Absconditella baegasanensis                  | Lőkös, S.Y. Kondr. & Hur       | 2013           |
| Absconditella celata                         | Döbbeler & Poelt               | 1977           |
| Absconditella delutula (Kleinsporig kroesje) | (Nyl.) Coppins & H. Kilias     | 1980           |
| Absconditella lignicola (Houtkroesje)        | Vězda & Pišút                  | 1985           |
| Absconditella pauxilla (Smalsporig kroesje)  | Vězda & Vivant                 | 1975           |
| Absconditella rosea                          | Kalb & Aptroot                 | 2018           |
| Absconditella rubra (Rood kroesje)           | van den Boom, M. Brand & Suija | 2015           |
| Absconditella sphagnorum (Veenmoskroesje)    | Vězda & Poelt                  | 1965           |
| Absconditella termitariicola                 | Aptroot & M. Cáceres           | 2016           |
| Absconditella trivialis (Leemkroesje)        | (Willey ex Tuck.) Vězda        | 1965           |
| Absconditella viridithallina                 | Kalb & Aptroot                 | 2018           |

De NDFF Verspreidingsatlas meldt ook nog zandkroesje (Absconditella fossarum), maar deze staat wel op Index Fungorum zonder link naar Species Fungorum, waardoor deze soort nooit taxonomisch ingedeeld is.